# Le Houga
 Le Houga  là một xã thuộc tỉnh Gers trong vùng Occitanie tây nam nước Pháp. Xã này có độ cao trung bình 148 mét trên mực nước biển.